# Langskavlen
Der Langskalven (norwegisch für Lange Schneewehe) ist ein kurzer und steiler Gletscher im ostantarktischen Königin-Maud-Land. In der Payergruppe der Hoelfjella liegt er auf der Nordflanke der Skavlhø.
Norwegische Kartographen, die ihn auch deskriptiv benannten, kartierten den Gletscher anhand von Vermessungen und Luftaufnahmen der Dritten Norwegischen Antarktisexpedition (1956–1960).